# Comuna Fedirkî, Volociîsk
Fedirkî (în ucraineană Федірки) este o comună în raionul Volociîsk, regiunea Hmelnîțkîi, Ucraina, formată din satele Fedirkî (reședința), Mîrivka, Ripna și Serbîniv.

## Demografie
Componența lingvistică a comunei Fedirkî
     Ucraineană (98,38%)
     Rusă (1,55%)
Conform recensământului din 2001, majoritatea populației comunei Fedirkî era vorbitoare de ucraineană (98,38%), existând în minoritate și vorbitori de rusă (1,55%).